# Calotes kingdonwardi
Calotes kingdonwardi är en ödleart som beskrevs av  Smith 1935. Calotes kingdonwardi ingår i släktet Calotes och familjen agamer.

## Underarter
Arten delas in i följande underarter:
- C. k. bapoensis
- C. k. kingdonwardi